# Convento de Géronde
El Convento de Géronde (en francés: Couvent de Géronde) es una casa religiosa bernardina perteneciente a la Orden Cisterciense de la Estricta Observancia, situada en una colina cerca de la ciudad de Sierre, en Suiza.
La Colina de Géronde era el corazón de la primitiva Sierre: las tumbas y las excavaciones prueban la edad de un asentamiento que data de la Edad del Bronce. En la parte superior de la colina, se puede ver los restos de varios edificios destruidos, incluyendo una capilla carolingia dedicada a San Félix y el edificio del convento de Géronde.
El primer monasterio fue fundado en este lugar data de 1331, por el obispo Aymon de la Tour, en lugar de un priorato que cayó dentro de los Canónigos Regulares de San Agustín, de la Abadía de Abondance en Saboya.